# Gran Premio motociclistico d'Italia 2001
Il Gran Premio motociclistico d'Italia 2001 corso il 3 giugno, è stato il quinto Gran Premio della stagione 2001 del motomondiale e ha visto vincere la Honda di Alex Barros nella classe 500, Tetsuya Harada nella classe 250 e Noboru Ueda nella classe 125.

## Classe 500
La gara di questa classe è stata interrotta dopo 7 giri a causa della pioggia. La gara è ripartita per 16 giri, con la griglia di partenza determinata dall'ordine d'arrivo della prima parte di gara. La somma dei tempi delle due parti ha determinato la classifica finale.

### Arrivati al traguardo
| Pos | Nº | Pilota                   | Squadra                    | Motocicletta | Giri | Tempo     | Griglia | Punti |
| --- | -- | ------------------------ | -------------------------- | ------------ | ---- | --------- | ------- | ----- |
| 1   | 4  | Alex Barros              | West Honda Pons            | Honda        | 23   | 49:26.006 | 5       | 25    |
| 2   | 65 | Loris Capirossi          | West Honda Pons            | Honda        | 23   | +8.359    | 3       | 20    |
| 3   | 3  | Max Biaggi               | Marlboro Yamaha            | Yamaha       | 23   | +8.509    | 4       | 16    |
| 4   | 28 | Àlex Crivillé            | Repsol YPF Honda           | Honda        | 23   | +8.996    | 6       | 13    |
| 5   | 12 | Haruchika Aoki           | Arie Molenaar Racing       | Honda        | 23   | +20.651   | 17      | 11    |
| 6   | 15 | Sete Gibernau            | Telefonica Movistar Suzuki | Suzuki       | 23   | +24.723   | 12      | 10    |
| 7   | 11 | Tōru Ukawa               | Repsol YPF Honda           | Honda        | 23   | +27.745   | 9       | 9     |
| 8   | 56 | Shin'ya Nakano           | Gauloises Yamaha Tech 3    | Yamaha       | 23   | +32.768   | 10      | 8     |
| 9   | 6  | Norick Abe               | Antena 3 Yamaha-d'Antin    | Yamaha       | 23   | +51.357   | 11      | 7     |
| 10  | 41 | Noriyuki Haga            | Red Bull Yamaha WCM        | Yamaha       | 23   | +1:08.505 | 13      | 6     |
| 11  | 10 | José Luis Cardoso        | Antena 3 Yamaha-d'Antin    | Yamaha       | 23   | +1:18.026 | 14      | 5     |
| 12  | 17 | Jurgen van den Goorbergh | Proton TEAM KR             | Proton KR    | 23   | +1:49.333 | 7       | 4     |
| 13  | 68 | Mark Willis              | Pulse GP                   | Pulse        | 22   | +1 giro   | 21      | 3     |

### Ritirati
| Nº | Pilota           | Squadra                    | Motocicletta | Giri | Griglia |
| -- | ---------------- | -------------------------- | ------------ | ---- | ------- |
| 46 | Valentino Rossi  | Nastro Azzurro Honda       | Honda        | 22   | 1       |
| 1  | Kenny Roberts Jr | Telefonica Movistar Suzuki | Suzuki       | 20   | 2       |
| 24 | Jason Vincent    | Pulse GP                   | Pulse        | 20   | 16      |
| 21 | Barry Veneman    | Dee Cee Jeans Racing       | Honda        | 17   | 20      |
| 8  | Chris Walker     | Shell Advance Honda        | Honda        | 11   | 15      |
| 14 | Anthony West     | Dee Cee Jeans Racing       | Honda        | 10   | 18      |
| 7  | Carlos Checa     | Marlboro Yamaha            | Yamaha       | 7    | 8       |
| 16 | Johan Stigefelt  | Sabre Sport                | Sabre V4     | 2    | 19      |

### Non qualificato
| Nº | Pilota          | Squadra                   | Motocicletta |
| -- | --------------- | ------------------------- | ------------ |
| 26 | Vladimír Častka | Slovnaft-Paton Grand Prix | Paton        |

## Classe 250

### Arrivati al traguardo
| Pos | Nº | Pilota            | Squadra                     | Motocicletta | Giri | Tempo     | Griglia | Punti |
| --- | -- | ----------------- | --------------------------- | ------------ | ---- | --------- | ------- | ----- |
| 1   | 31 | Tetsuya Harada    | MS Aprilia Racing           | Aprilia      | 21   | 46:11.129 | 1       | 25    |
| 2   | 44 | Roberto Rolfo     | Safilo Oxydo Race           | Aprilia      | 21   | +12.729   | 10      | 20    |
| 3   | 5  | Marco Melandri    | MS Aprilia Racing           | Aprilia      | 21   | +37.673   | 8       | 16    |
| 4   | 15 | Roberto Locatelli | MS Eros Ramazzotti Racing   | Aprilia      | 21   | +43.860   | 5       | 13    |
| 5   | 10 | Fonsi Nieto       | Valencia Circuit Aspar      | Aprilia      | 21   | +47.149   | 12      | 11    |
| 6   | 7  | Emilio Alzamora   | Telefonica Movistar Honda   | Honda        | 21   | +54.884   | 17      | 10    |
| 7   | 42 | David Checa       | Team Fomma                  | Honda        | 21   | +57.903   | 20      | 9     |
| 8   | 6  | Alex Debón        | Valencia Circuit Aspar      | Aprilia      | 21   | +59.092   | 9       | 8     |
| 9   | 18 | Shahrol Yuzy      | Petronas Sprinta Yamaha TVK | Yamaha       | 21   | +1:00.763 | 18      | 7     |
| 10  | 74 | Daijirō Katō      | Telefonica Movistar Honda   | Honda        | 21   | +1:11.795 | 6       | 6     |
| 11  | 57 | Lorenzo Lanzi     | Campetella Racing           | Aprilia      | 21   | +1:13.110 | 21      | 5     |
| 12  | 8  | Naoki Matsudo     | Petronas Sprinta Yamaha TVK | Yamaha       | 21   | +1:40.274 | 15      | 4     |
| 13  | 22 | David de Gea      | Antena 3 Yamaha-d'Antin     | Yamaha       | 21   | +1:42.351 | 23      | 3     |
| 14  | 98 | Katja Poensgen    | Dark Dog Racing Factory     | Aprilia      | 21   | +1:42.515 | 28      | 2     |
| 15  | 20 | Jerónimo Vidal    | PR2 Metrored                | Aprilia      | 21   | +1:42.911 | 19      | 1     |
| 16  | 12 | Klaus Nöhles      | MS Aprilia Racing           | Aprilia      | 21   | +1:43.602 | 14      |       |
| 17  | 16 | David Tomás       | By Queroseno Racing         | Honda        | 21   | +1:45.253 | 25      |       |
| 18  | 66 | Alex Hofmann      | Dark Dog Racing Factory     | Aprilia      | 21   | +1:51.411 | 13      |       |
| 19  | 36 | Luis Costa        | Antena 3 Yamaha-d'Antin     | Yamaha       | 20   | +1 giro   | 27      |       |

### Ritirati
| Nº | Pilota             | Squadra                     | Motocicletta | Giri | Griglia |
| -- | ------------------ | --------------------------- | ------------ | ---- | ------- |
| 37 | Luca Boscoscuro    | Campetella Racing           | Aprilia      | 16   | 22      |
| 11 | Riccardo Chiarello | Aprilia Grand Prix          | Aprilia      | 15   | 26      |
| 50 | Sylvain Guintoli   | Equipe de France - Scrab GP | Aprilia      | 9    | 16      |
| 9  | Sebastián Porto    | Yamaha Kurz                 | Yamaha       | 5    | 11      |
| 21 | Franco Battaini    | MS Eros Ramazzotti Racing   | Aprilia      | 5    | 7       |
| 34 | Marcellino Lucchi  | MS Aprilia Racing           | Aprilia      | 4    | 2       |
| 99 | Jeremy McWilliams  | Aprilia Grand Prix          | Aprilia      | 4    | 3       |
| 81 | Randy de Puniet    | Equipe de France - Scrab GP | Aprilia      | 3    | 4       |
| 23 | Cesar Barros       | Yamaha Kurz                 | Yamaha       | 1    | 29      |

### Squalificato
| Nº | Pilota         | Squadra    | Motocicletta | Griglia |
| -- | -------------- | ---------- | ------------ | ------- |
| 55 | Diego Giugovaz | Edo Racing | Yamaha       | 24      |

### Non qualificato
| Nº | Pilota         | Squadra | Motocicletta |
| -- | -------------- | ------- | ------------ |
| 45 | Stuart Edwards | FCC-TSR | Honda        |

## Classe 125

### Arrivati al traguardo
| Pos | Nº | Pilota               | Squadra                 | Motocicletta | Giri | Tempo     | Griglia | Punti |
| --- | -- | -------------------- | ----------------------- | ------------ | ---- | --------- | ------- | ----- |
| 1   | 5  | Noboru Ueda          | FCC-TSR                 | TSR-Honda    | 20   | 45:15.046 | 6       | 25    |
| 2   | 23 | Gino Borsoi          | LAE - UGT 3000          | Aprilia      | 20   | +3.810    | 8       | 20    |
| 3   | 54 | Manuel Poggiali      | Gilera Racing           | Gilera       | 20   | +6.917    | 12      | 16    |
| 4   | 24 | Toni Elías           | Telefonica Movistar jnr | Honda        | 20   | +12.917   | 2       | 13    |
| 5   | 16 | Simone Sanna         | Safilo Oxydo Race       | Aprilia      | 20   | +13.280   | 11      | 11    |
| 6   | 29 | Ángel Nieto Jr       | Viceroy Team            | Honda        | 20   | +14.127   | 10      | 10    |
| 7   | 21 | Arnaud Vincent       | Team Fomma              | Honda        | 20   | +21.103   | 21      | 9     |
| 8   | 4  | Masao Azuma          | Liegeois Competition    | Honda        | 20   | +21.250   | 7       | 8     |
| 9   | 10 | Jarno Müller         | PEV-Spalt-ADAC Sachsen  | Honda        | 20   | +21.263   | 15      | 7     |
| 10  | 15 | Alex De Angelis      | Matteoni Racing         | Honda        | 20   | +25.424   | 19      | 6     |
| 11  | 50 | Andrea Ballerini     | Team Ciaron             | Aprilia      | 20   | +27.084   | 4       | 5     |
| 12  | 17 | Steve Jenkner        | LAE - UGT 3000          | Aprilia      | 20   | +34.483   | 9       | 4     |
| 13  | 19 | Alessandro Brannetti | Team Crae               | Aprilia      | 20   | +1:01.136 | 28      | 3     |
| 14  | 28 | Gábor Talmácsi       | Racing Service          | Honda        | 20   | +1:01.892 | 25      | 2     |
| 15  | 39 | Jaroslav Huleš       | Matteoni Racing         | Honda        | 20   | +1:38.445 | 14      | 1     |
| 16  | 25 | Joan Olivé           | Telefonica Movistar jnr | Honda        | 20   | +1:50.790 | 23      |       |
| 17  | 12 | Raúl Jara            | MS Aprilia LCR          | Aprilia      | 20   | +2:00.237 | 30      |       |
| 18  | 41 | Yōichi Ui            | L & M Derbi             | Derbi        | 19   | +1 giro   | 1       |       |
| 19  | 20 | Gaspare Caffiero     | Bossini Fontana Racing  | Aprilia      | 19   | +1 giro   | 32      |       |
| 20  | 31 | Ángel Rodríguez      | Valencia Circuit Aspar  | Aprilia      | 19   | +1 giro   | 18      |       |
| 21  | 27 | Marco Petrini        | Racing Service          | Honda        | 19   | +1 giro   | 27      |       |
| 22  | 52 | Michele Conti        | BNT Racing              | Honda        | 19   | +1 giro   | 31      |       |
| 23  | 26 | Daniel Pedrosa       | Telefonica Movistar jnr | Honda        | 19   | +1 giro   | 29      |       |

### Ritirati
| Nº | Pilota             | Squadra                  | Motocicletta | Giri | Griglia |
| -- | ------------------ | ------------------------ | ------------ | ---- | ------- |
| 18 | Jakub Smrž         | Budweiser Budvar Hanusch | Honda        | 15   | 22      |
| 8  | Gianluigi Scalvini | Italjet Racing           | Italjet      | 14   | 13      |
| 22 | Pablo Nieto        | L & M Derbi              | Derbi        | 13   | 16      |
| 51 | Andrea Dovizioso   | RCGM Rubicone Corse      | Aprilia      | 12   | 24      |
| 11 | Max Sabbatani      | Bossini Fontana Racing   | Aprilia      | 7    | 20      |
| 34 | Eric Bataille      | Axo Racing               | Honda        | 4    | 26      |
| 9  | Lucio Cecchinello  | MS Aprilia LCR           | Aprilia      | 3    | 3       |
| 7  | Stefano Perugini   | Italjet Racing           | Italjet      | 2    | 5       |

### Non partiti
| Nº | Pilota             | Squadra              | Motocicletta | Griglia |
| -- | ------------------ | -------------------- | ------------ | ------- |
| 6  | Mirko Giansanti    | Axo Racing           | Honda        | 17      |
| 14 | Phillipp Hafeneger | Liegeois Competition | Honda        | 33      |